# Franzisca Baruch
Pour les articles homonymes, voir Baruch.
Franzisca Baruch (1901-1989), en hébreu : פרנציסקה ברוך, est une graphiste germano-israélienne. Elle est connue pour avoir conçu des polices de caractères en hébreu, la couverture du premier passeport israélien, le blason de Jérusalem et le logo du journal Haaretz.

## Biographie

### Jeunesse et carrière en Allemagne
Franzisca Baruch naît le 21 novembre 1901 à Hambourg, dans l'Empire allemand. À l'âge de 17 ans, elle est admise à l'Institut d'enseignement du musée des Arts décoratifs de Berlin, l'école nationale des arts et métiers. Elle y étudie la décoration, l'illustration, le graphisme et le lettrage. Elle suit le cours d'art graphique et d'art du livre dirigé par Ernst Böhm (de). Elle suit également des cours privés d'écriture manuscrite avec Else Marcks-Penzig. En 1920, elle remporte le premier prix pour la conception d'assiettes de Noël pour le fabricant de porcelaine de la maison royale prussienne. Un an plus tard, en 1921, elle dessine les lettres du livre Passover Haggadah (Haggadah de Pessa'h), qui est décorée de gravures sur bois de Jacob Steinhardt,.
Pour se préparer à ce travail, elle étudie les manuscrits juifs médiévaux et la Haggada de Prague dans la bibliothèque de la communauté juive de Berlin. Le Livre de Jonas est publié en 1953, et le Livre de Ruth en 1957, tous deux avec des lettres réalisées par Franzisca Baruch et illustrées par Jacob  Steinhardt.

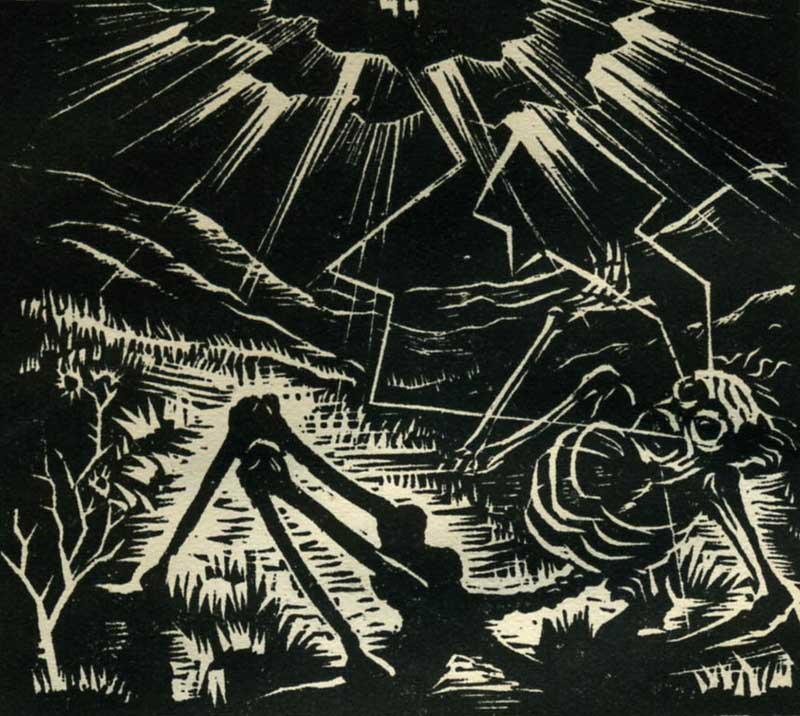
Illustration du livre Passover Haggadah (1923).

Avec son professeur Ernst Böhm, Franzisca Baruch travaille pour la maison d'édition berlinoise Rimon, fondée par Rachel (en) et Mark Wischnitzer (en), qui publie le magazine Rimon–Milgroim (en), sur l'art juif. Ishai Mishory, de l'université Columbia, écrit que Rachel Wischnitzer considère le magazine comme une « recombinaison de matériaux historiques et modernes » et demande à Franzisca Baruch de concevoir le logo comme un mélange de « moderne et médiéval en un seul élément visuel ». Baruch conçoit le logo dans le style de la Haggaddah de Prague, de 1523. « Elle a conservé la caractéristique historique la plus importante du texte […], à savoir les formes circulaires décoratives qui ornent la tige de chaque lettre et le "rythme" particulier des lettres, incarné par la relation entre les traits horizontaux et verticaux, mais aussi par la façon unique dont l'espace entre les lettres est rendu […]. Les lettres de l'en-tête sont plus rondes que celles de la source de la Haggadah de Prague, et l'ornementation circulaire de leurs tiges encore plus fleurie, mais son rendu rend la source médiévale immédiatement reconnaissable. »
Franzisca Baruch choisit les lettres des manuscrits médiévaux non pas en raison de leur importance liturgique, mais uniquement pour leurs éléments visuels. Elle créé également des couvertures pour des livres d'écrivains et d'artistes juifs célèbres, notamment Haïm Nahman Bialik, Samuel Joseph Agnon et Shaul Tchernichovsky. L'une des œuvres les plus remarquables est la conception de la couverture et des lettres du livre de Bialik, de 1923, Ketina Kol-Bo inspirée d'un manuscrit de la Bible, copié en Espagne au XVe siècle par Moshe Ibn Zabara et le Yosef Ibn Chaim.
- Logo et couvertures de Rimon–Milgroim (en), conçus par Franzisca Baruch et Ernst Böhm

Logo et couvertures de Rimon–Milgroim, conçus par Franzisca Baruch et Ernst Böhm
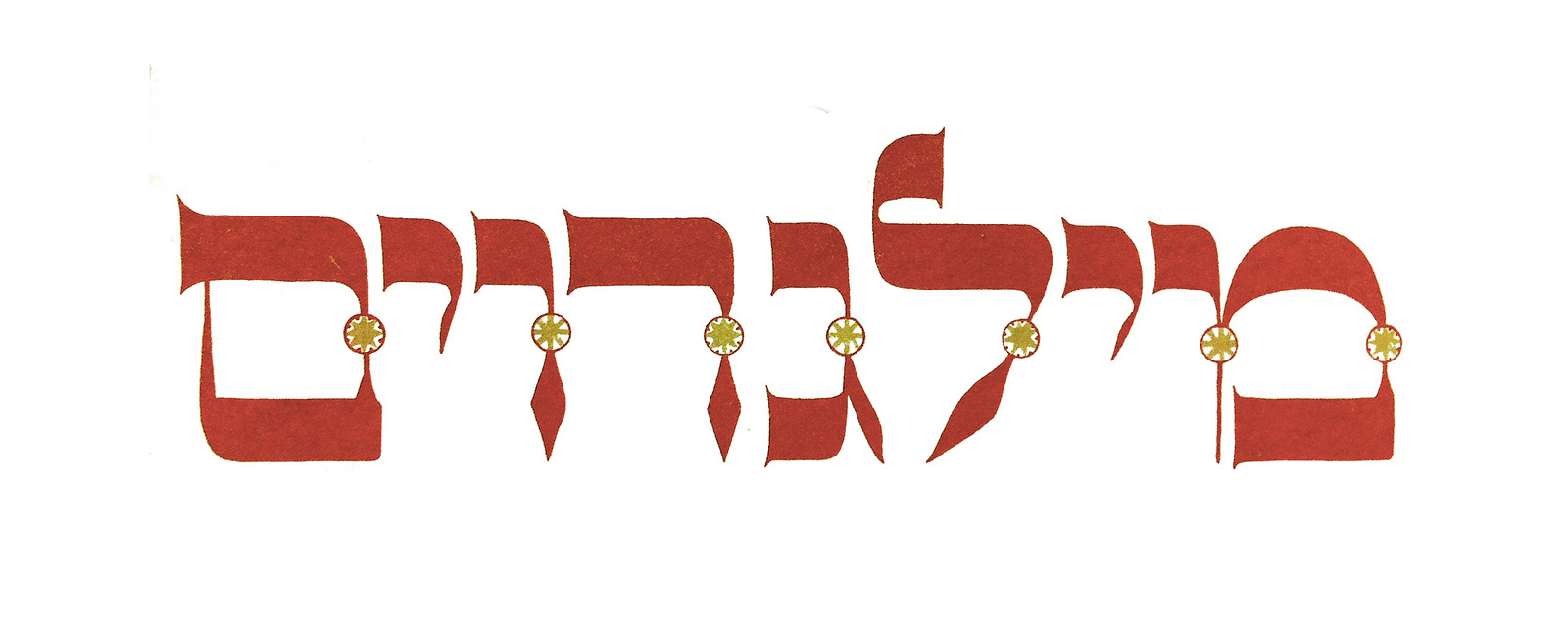
Logo.
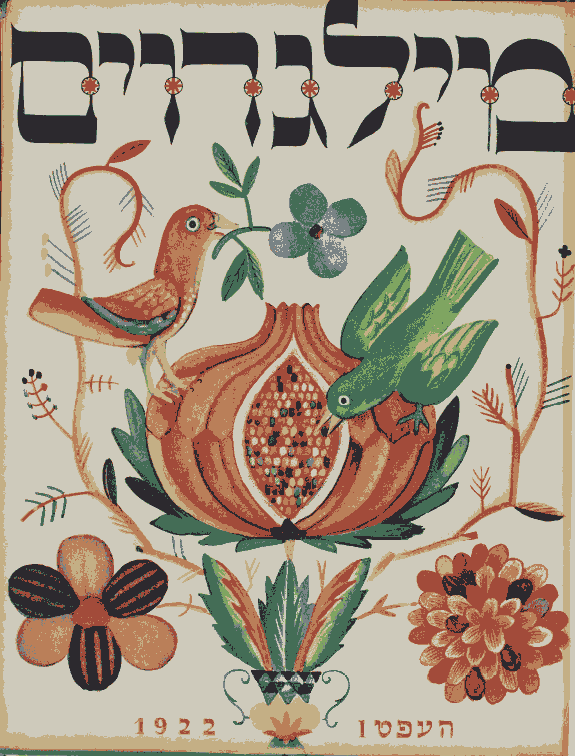
Milgroim #1.
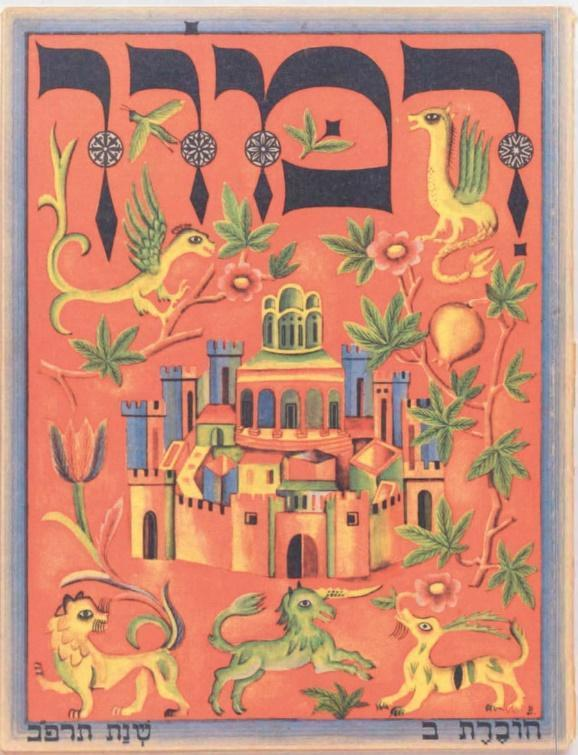
Rimon #2.

En 1926, elle commence à travailler pour le Reichskunstwart (en) (contrôleur impérial des arts) de la République de Weimar, Edwin Redslob (en), qui est responsable des travaux graphiques de l'État : elle conçoit les symboles et les images de la République, notamment les timbres, les pièces de monnaie, les billets de banque, les certificats, les drapeaux, les sites commémoratifs, les expositions et les fêtes nationales. L'une des tâches de Franzisca Baruch pour le gouvernement a été les préparatifs graphiques et de conception qui ont accompagné la visite du roi Amanullah Khan d'Afghanistan, à Berlin en 1928, la première visite royale dans la République après le Kaiser. Elle conçoit le blason du roi sur le décor de fête qui l'accueille et qui est imprimé sur les boîtes en porcelaine qui lui sont offertes en cadeau. Elle réalise également un dessin spécial de l'aigle, l'emblème de la République de Weimar, qui correspond à l'emblème du roi afghan. Des gravures sur bois de l'emblème afghan et de l'aigle allemand sont retrouvées dans sa propriété en Israël,.
Elle est également impliquée dans la préparation des expositions auxquelles le gouvernement participe. L'une d'entre elles, une exposition internationale d'imprimés appelée Pressa (en), s'est tenue à Cologne en 1925. Franzisca  Baruch prépare les lettres du pavillon allemand ; avant l'ouverture de l'exposition, le superviseur de l'exposition tombe malade et il est demandé à Franzisca de le remplacer. Les designers Henri Friedlaender (en) et Gideon Stern, qui ont eu un entretien avec elle, en 1984, décrivent cet épisode :

« Bien qu'elle n'ait aucune expérience de ce type de travail, elle s'est jetée dans la brèche […] et s'est retrouvée à la tête d'une bande d'ouvriers turbulents. Ces charpentiers, électriciens et autres ouvriers se déplaçaient aussi lentement que possible pendant la journée afin d'être payés en heures supplémentaires pour le travail du soir et de la nuit. Mais la jeune étudiante réussit tant bien que mal à gagner leur confiance et, lorsqu'ils déposent leurs outils après minuit, elle les régale de bière et de saucisses jusqu'à ce qu'ils soient prêts à reprendre le travail. Le pavillon est prêt à temps pour l'inauguration, et Franzisca rentre à Berlin. Quelques jours plus tard, elle est convoquée chez le directeur général du ministère, qui a devant lui sa note de frais ; il lui demande comment elle a pu consommer en moins de quinze jours 287 bouteilles de bière et 522 paires de saucisses. Sa note de frais est approuvée après qu'elle a raconté son histoire. »

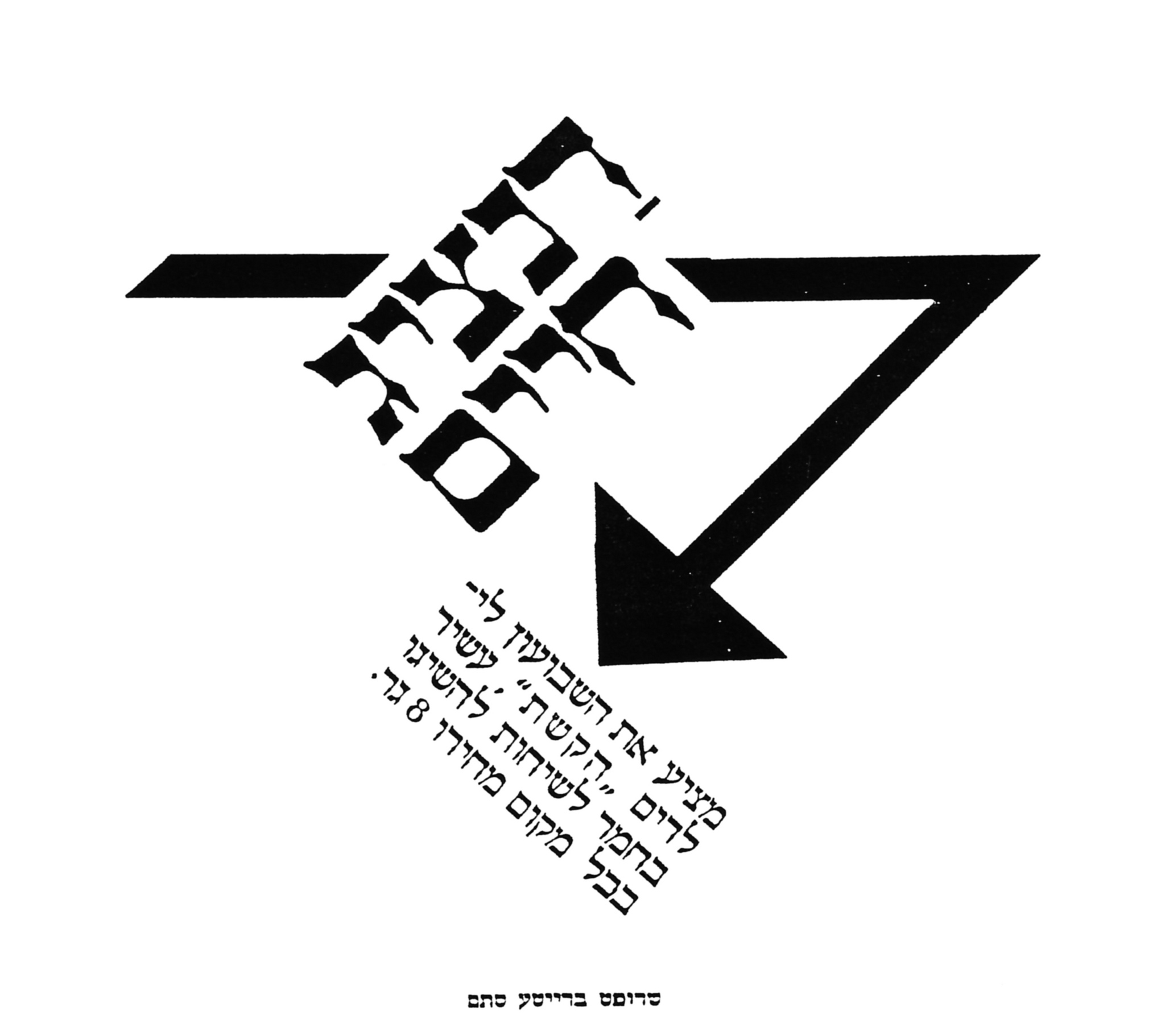
Exemple d'utilisation de l'écriture hébraïque imprimée Stam.

En 1932, à l'occasion du centenaire de la mort de Goethe, Franzisca Baruch conçoit les personnages et les titres du film d'animation Goethe is Alive !. Les critiques saluent son travail, mais le nom de l'artiste juive est absent de la liste des crédits.
Franzisca Baruch créé une police de caractères hébraïque basée sur la Haggadah de 1526 de Gershom ben Solomon Kohen (en), imprimée avec des caractères en bois par la famille Gersonide à Prague. Elle publie, en 1928, par la fonderie H. Berthold AG sous le nom de Stam, acronyme hébreu de Sefarim, Tefillin, Mezuzot, activités traditionnelles d'un scribe juif. Elle créé également une version plus fine de cette police de caractères pour l'orientaliste Leo A. Mayer, qui enseigne à l'université hébraïque de Jérusalem. Une nouvelle présentation de ces caractères est proposée plus tard sous le nom de Mayer-Baruch par la fonderie typographique de Jérusalem de Moshe Spitzer (en).

### Migration et carrière en Israël
Franzisca  Baruch quitte l'Allemagne en 1933 et migre seule en Palestine mandataire. Elle arrive à Tel Aviv « presque sans le sou », comme elle le raconte, et ses quelques effets personnels et outils, à l'exception d'une petite valise, sont retenus dans le port de Jaffa en raison de la grève arabe de 1933 contre l'Alya, l'immigration en Terre d'Israël, puis en Israël par un Juif,. Elle suit un cours accéléré de décoration de fenêtres afin d'obtenir un « certificat d'artisan », car sa profession, le graphisme, n'est pas reconnue par les autorités britanniques.

Logo du quotidien Haaretz', dans les années 1920.
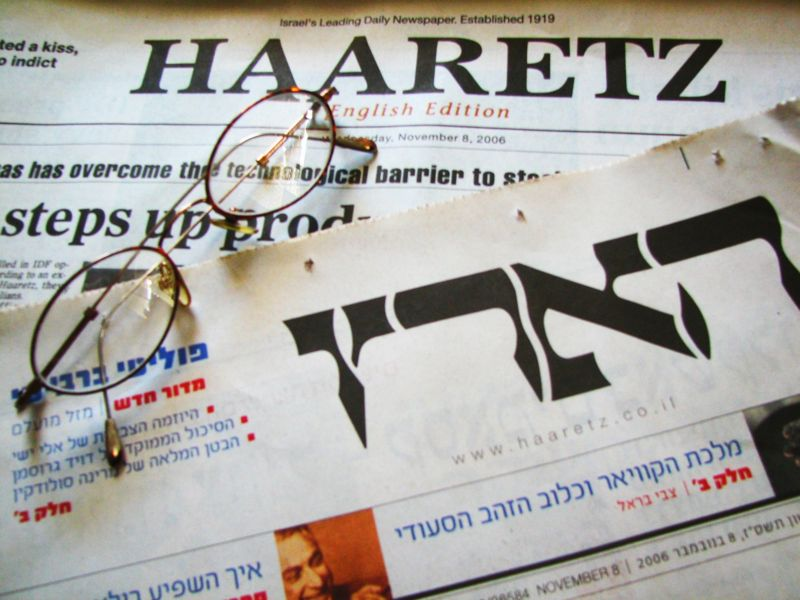
Logo du même quotidien, conçu par Franzisca  Baruch.

Elle s'installe à Tel Aviv après son Alya. Son premier travail est une exposition en l'honneur de l'anniversaire de Bialik. L'architecte de cette exposition, Arie Elhanani, a entendu parler d'elle par un ami commun, l'architecte Heinz Rau. Lorsqu'elle s'installe à Jérusalem, Rau l'aide à se familiariser avec d'autres architectes. En 1934, elle conçoit l'enseigne du centre médical Hadassah au mont Scopus. En 1936, l'influente famille Schocken engage Franzisca Baruch pour la refonte du journal Haaretz, qu'elle a acheté à un homme d'affaires, David Cohen, en 1935. Elle raccourcit la jambe de la lettre tsadi dans le logo, rapproche les lettres et arrondit leurs côtés ; son design est utilisé jusqu'en 1990, date à laquelle il est légèrement modifié par Eran Volkowski. Gershom Schocken, qui a reçu le journal en cadeau de son père Zalman, engage également Franzisca Baruch ; en 1940, il lui demande de créer une nouvelle police de caractères hébraïque pour lui. Elle y travaille pendant la Seconde Guerre mondiale, et neuf ans plus tard, la typographie dite Schocken-Baruch, ou simplement Schocken est publiée. Cette police est utilisée pour l'autobiographie du premier président d'Israël, Chaim Weizmann, qui est publiée en 1949. Le livre porte une inscription : « Ce livre a été imprimé dans une nouvelle police de caractères, qui a été développée selon les lettres hébraïques du début de l'imprimerie en Italie par Francesca Baruch ». Néanmoins, sur le plan commercial, la police de caractères ne connait pas de succès.
Dans les années 1940, Francesca Baruch réalise un certain nombre de travaux : elle dessine des cartes géographiques pour le Palestine Post, aujourd'hui appelé The Jerusalem Post, prépare des biscuits à la pâte d'amande, tels qu'elle les connait depuis son enfance en Allemagne ; elle les appelle Tufinei Baruch et les emballe dans des boîtes en carton au design de qualité. Elle conçoit les emballages avec des motifs de Hanoukka, de Noël ou d'Adam et Eve.
En 1948, Franzisca Baruch co-créé certains des insignes officiels du nouvel État d'Israël : la couverture du passeport israélien, le blason de la ville de Jérusalem et les emblèmes de plusieurs institutions,. Elle participe également à plusieurs appels d'offres pour la conception de billets de banque israéliens, mais n'est pas retenue.

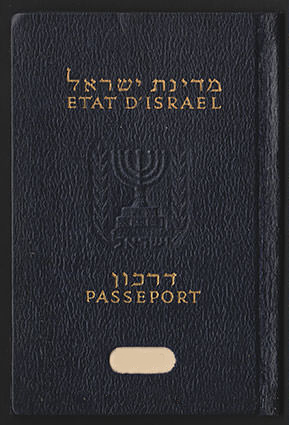
Couverture du passeport israélien conçu par Franzisca Baruch, en 1948.
Blason de Jérusalem conçu par Eliyahu Koren et Franzisca Baruch.

Comme l'écrit le quotidien Haaretz :

« Francesca Baruch connaissait à peine l'hébreu mais a conçu le premier passeport israélien et la police de caractères dans laquelle sont imprimés les documents officiels d'Israël, l'emblème de Jérusalem, ainsi que le logo du journal Ha'aretz. »

Une de ses connaissances raconte au Haaretz que Franzisca Baruch « appartenait à un groupe d'artistes qui se réunissaient le vendredi au café Tamon, en face de l'ancienne Knesset. Ils parlaient tous allemand. Elle-même ne connaissait pas un mot d'hébreu. Les lettres qu'elle dessinait étaient des formes graphiques sans signification programmée. »
Franzisca Baruch rappelle l'histoire de la conception du passeport israélien dans une interview, en 1984 : 

« Un soir sombre de 1948, un petit homme à moustache noire a frappé à sa porte et, sans se présenter, lui a montré la couverture du nouveau passeport israélien. Il lui dit : “Je dois partir à l'étranger demain, et je ne partirai pas avec un passeport aussi mal conçu. S'il vous plaît, réécrivez les quatre lignes pour qu'elles soient estampillées en or — le blason israélien est déjà estampillé à l'aveugle et le lettrage doit s'adapter à l'espace disponible.” Franzisca proteste que même un petit travail demande du temps et des expériences, mais finalement, émue par la sensibilité de l'étranger au graphisme, elle s'assoit et réalise le lettrage. Elle se demanda comment cela pourrait se traduire en lettres dorées pour le lendemain, mais l'étranger lui assura qu'il s'en occuperait. Finalement, il a signé une facture pour qu'elle soit payée. Plus tard, elle déchiffra sa signature comme étant Moshé Sharett — le premier ministre des affaires étrangères du nouvel État,. »

Les passeports comportant le graphisme de Franzisca Baruch ont été utilisés jusqu'en 1980.

### Famille et vie personnelle
Le père de Franzisca Baruch meurt lorsqu'elle est enfant. Sa mère, Augusta, et sa sœur, Anna, sont assassinées dans le camp de concentration de Theresienstadt, en 1943 ; Franzisca Baruch ne l'apprend que neuf ans plus tard, grâce à la Croix-Rouge.
Une connaissance de Franzisca Baruch, qui est restée anonyme, l'a décrite au Haaretz comme « une femme sans enfant, habillée de vêtements masculins, grande, marchant comme un chameau. Les murs de son petit appartement étaient blancs et nus, vides de toute décoration. Avec une telle vue, elle n'avait pas besoin de décorations, disait-elle, et en effet son balcon donnait sur la vieille ville. »
Franzisca Baruch meurt à Jérusalem en 1989. Elle ne s'est jamais mariée et n'a pas eu d'enfants. Après sa mort, son testament a été pris en charge par son amie proche et sa conseillère en placements, Ilsa Rosenthal, qui a fait don de ses archives au musée d’Israël.

## Reconnaissance

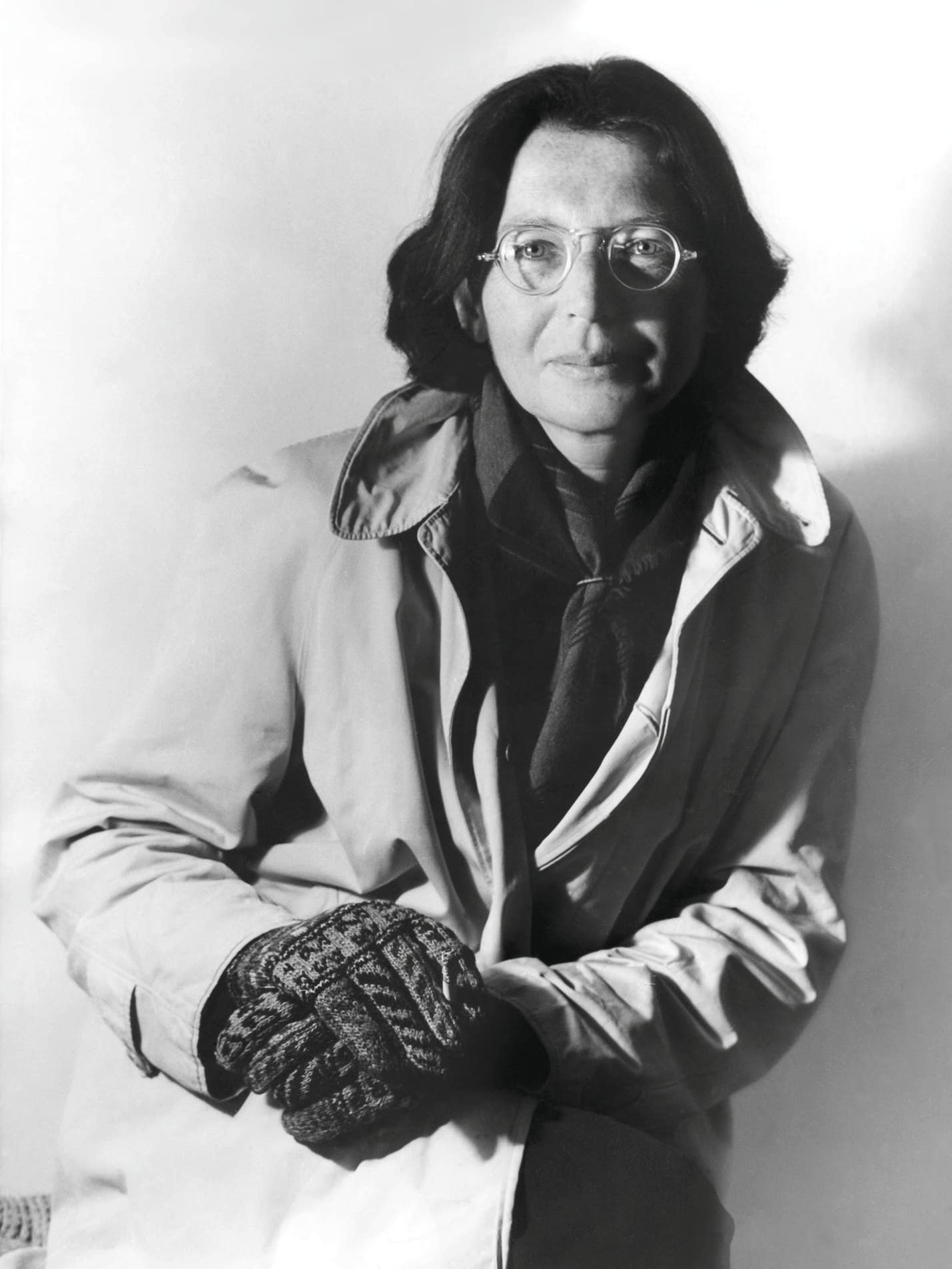
Portrait de Franzisca Baruch, par (Jérusalem, 1947 en Israël).

Les designers Henri Friedlaender et Gideon Stern ont écrit à propos du design de Baruch qu'il

« combine la pureté naturelle et non sophistiquée de la forme avec un sentiment instinctif de la portée et des limites des possibilités graphiques. La conception achevée semble ne pas pouvoir être différente, inspirée par un sens sobre mais imaginatif de la forme juste. Sa propre personnalité se cache derrière son dévouement absolu à la tâche qui lui est confiée, le travail passant toujours en premier. Elle vivait à peine de son travail, mais elle a contribué de manière inestimable à la renaissance de la lettre hébraïque moderne et du graphisme en Israël. »

Oded Ezer, diplômé de l'Académie Bezalel et enseignant au département de communication visuelle de l'Institut de technologie, déclare à propos de Franzisca Baruch :

« Je l'appelle toujours "la première dame de la typographie hébraïque" pour des raisons historiques. Elle a été la première femme et elle reste la femme la plus importante dans ce domaine. Il n'y a pas un seul typographe, concepteur de polices ou graphiste ayant étudié dans l'une des institutions du pays qui ne connaisse son nom. »

Gil Weissblai, archiviste à la Bibliothèque nationale d'Israël et chercheur sur l'histoire du livre en hébreu, a déclaré que « Francesca Baruch était […] unique en tant qu'artiste, l'une des plus grandes et des plus talentueuses artistes graphiques ayant travaillé en Israël. Elle appartient à une génération différente, celle des artistes qui n'ont pas signé leurs œuvres et n'en ont pas reçu le crédit. »